# Maksim Alekseevič Purkaev
Maksim Alekseevič Purkaev (Dubënskij rajon, 26 agosto 1894 – Mosca, 1º gennaio 1953) è stato un generale e politico sovietico, importante ufficiale dell'Armata Rossa.

## Biografia
Purkaev fu arruolato come coscritto nell'Esercito imperiale russo nel 1915, e raggiunse il grado di Praporščik prima di entrare nell'Armata Rossa nel 1918. Divenne membro del Partito Comunista Russo (bolscevico) nel 1919. Durante la Guerra civile russa servì come comandante di compagnia e di divisione, e prima di completare il corso da ufficiale "Vystrel" nel 1923, servì come comandante di reggimento (24ª Divisione fucilieri, ufficiale dello staff e comandante di divisione prima del 1936 quando comincio gli studi all'Accademia militare Frunze).
Dal 1938 Purkaev servì come capo dello staff del distretto militare bielorusso, come attaché militare sovietico a Berlino agli inizi della seconda guerra mondiale fino al 1939, e partecipo alla pianificazione dell'Invasione sovietica della Polonia. Dal luglio 1940, servì come capo dello staff del distretto militare speciale di Kiev, e all'inizio dell'Operazione Barbarossa servì come capo dello staff del fronte sud-occidentale (giugno-luglio 1941), e in seguito della 60ª armata e della 3ª Armata d'assalto. Nel 1942-1943 servì come comandante del fronte di Kalinin e dall'aprile 1943, del fronte del lontano est (dal 1945, 2° fronte del lontano est). Dal settembre 1945 al gennaio 1947 Purkaev servì come ufficiale comandante del distretto militare del lontano est durante tale periodo fu nominato al più alto soviet dell'URSS (1946-1950).
Dal giugno 1947 servì come capo dello staff e 1° vice-comandante in capo delle forze del lontano est. Dal luglio 1952 alla sua morte Purkaev servì come capo del direttorato dell'alta educazione del ministero della difesa dell'URSS.